# Подолицы
Подолицы — деревня в Кесовогорском районе Тверской области. Входит в состав Стрелихинского сельского поселения.

## География
Находится в юго-восточной части Тверской области на расстоянии приблизительно 24 км на юго-запад по прямой от районного центра поселка Кесова Гора.

## История
Деревня была показана ещё на карте 1825 года. В 1859 году здесь (деревня Бежецкого уезда) было учтено 23 двора.

## Население
Численность населения: 187 человек (1859 год), 8 (русские 96 %) в 2002 году, 7 в 2010. 